# Josh Sweat
Josh Sweat (geboren am 29. März 1997 in Chesapeake, Virginia) ist ein US-amerikanischer American-Football-Spieler auf der Position des Defensive Ends. Er spielte College Football für die Florida State University und steht seit 2025 bei den Arizona Cardinals in der National Football League (NFL) unter Vertrag. Zuvor spielte Sweat sieben Jahre lang bei den Philadelphia Eagles, mit denen er den Super Bowl LIX gewann.

## College
Sweat besuchte die Oscar F. Smith High School in seiner Heimatstadt Chesapeake, Virginia. Er spielte erfolgreich im dortigen Highschoolfootballteam und galt als einer der besten Spieler seines Abschlussjahrgangs, allerdings zog er sich zu Beginn seiner letzten Saison an der Highschool eine schwere Knieverletzung zu, die zunächst als möglicherweise karrierebeendend galt. Ab 2015 ging Sweat auf die Florida State University, um College Football für die Florida State Seminoles zu spielen. Er erholte sich rechtzeitig von seiner Verletzung, um bereits als Freshman eine größere Rolle einzunehmen. Sweat kam 2015 in 13 Partien zum Einsatz, davon neunmal als Starter. Dabei gelangen ihm 41 Tackles, davon fünf für Raumverlust, und zwei Sacks, eine Interception, drei abgewehrte Pässe und drei eroberte Fumbles. In den folgenden beiden Jahren war Sweat Stammspieler, insgesamt gelangen ihm in drei Saisons für Florida State in 35 Spielen 138 Tackles und 14,5 Sacks.

## NFL
Sweat wurde im NFL Draft 2018 in der vierten Runde an 130. Stelle von den Philadelphia Eagles ausgewählt. In seiner Rookiesaison wurde er in neun Spielen nur vereinzelt eingesetzt. In seinem zweiten NFL-Jahr kam Sweat als Rotationsspieler auf vier Sacks, woraufhin er in der folgenden Saison mehr Einsatzzeit sah.
In der Saison 2020 erzielte Sweat in 14 Spielen sechs Sacks, zudem konnte er drei Fumbles erzwingen. Die letzten beiden Partien verpasste er wegen einer Handgelenksverletzung. Im September 2021 einigte Sweat sich mit den Eagles auf eine Vertragsverlängerung um drei Jahre im Wert von 40 Millionen US-Dollar. In der Saison 2021, seinem ersten Jahr als Starter, gelangen ihm 45 Tackles, davon sieben für Raumverlust, und 7,5 Sacks, womit er sein Team zusammen mit Javon Hargrave anführte. Als Ersatz für Nick Bosa wurde Sweat in den Pro Bowl gewählt. In der Saison 2022 gelangen Sweat elf Sacks in der Regular Season, was einen neuen Karrierehöchstwert für ihn bedeutete. Er erreichte mit den Eagles den Super Bowl LVII, der gegen die Kansas City Chiefs verloren ging. Zwei Jahre darauf stand er mit Philadelphia erneut im Super Bowl, wo man erneut Kansas City gegenüberstand. Beim 40:22-Sieg im Super Bowl LIX erzielte Sweat 2,5 Sacks.
Im März 2025 unterschrieb Sweat einen Vierjahresvertrag im Wert von bis zu 76,4 Millionen US-Dollar bei den Arizona Cardinals.

### NFL-Statistiken
| Saison                             | Saison | Spiele | Spiele      | Tackles | Tackles | Tackles | Tackles | Interceptions | Interceptions | Interceptions | Interceptions | Interceptions | Fumbles | Fumbles | Fumbles |
| Jahr                               | Team   | Spiele | als Starter | Gesamt  | Solo    | Ast     | Sacks   | PD            | INT           | Yds           | Lng           | TD            | FF      | FR      | TD      |
| ---------------------------------- | ------ | ------ | ----------- | ------- | ------- | ------- | ------- | ------------- | ------------- | ------------- | ------------- | ------------- | ------- | ------- | ------- |
| 2018                               | PHI    | 9      | 0           | 1       | 1       | 0       | 0,0     | 0             | 0             | 0             | 0             | 0             | 0       | 0       | 0       |
| 2019                               | PHI    | 16     | 0           | 21      | 16      | 5       | 4,0     | 1             | 0             | 0             | 0             | 0             | 0       | 0       | 0       |
| 2020                               | PHI    | 14     | 3           | 38      | 24      | 14      | 6,0     | 2             | 0             | 0             | 0             | 0             | 3       | 0       | 0       |
| 2021                               | PHI    | 16     | 13          | 45      | 19      | 26      | 7,5     | 4             | 0             | 0             | 0             | 0             | 1       | 0       | 0       |
| 2022                               | PHI    | 16     | 16          | 48      | 31      | 17      | 11,0    | 1             | 1             | 42            | 42            | 1             | 1       | 0       | 0       |
| 2023                               | PHI    | 17     | 17          | 43      | 30      | 13      | 6,5     | 1             | 0             | 0             | 0             | 0             | 0       | 0       | 0       |
| 2024                               | PHI    | 16     | 15          | 41      | 27      | 14      | 8,0     | 2             | 0             | 0             | 0             | 0             | 0       | 0       | 0       |
| Gesamt                             | Gesamt | 104    | 64          | 237     | 148     | 89      | 43,0    | 11            | 1             | 42            | 42            | 1             | 5       | 0       | 0       |
| Quelle: pro-football-reference.com |        |        |             |         |         |         |         |               |               |               |               |               |         |         |         |

| Legende | Legende         |
| ------- | --------------- |
|         | Super-Bowl-Sieg |